# حافظ محمد سعید
حافظ محمد سعید (متولد ۱۹۵۰) امیر لشکر طیبه، یکی از فعال‌ترین و بزرگترین سازمان‌های اسلامی در جهان، بود.
این سازمان توسط هند، ایالات متحده، انگلستان، اتحادیه اروپا، روسیه و استرالیا به عنوان سازمانی تروریستی شناخته شده‌است. وی در هندوستان، به دلیل ارتباطش با لشکر طیبه و حملات علیه هند، یکی از افراد به شدت تحت تعقیب است .
در دسامبر سال ۲۰۰۸ سازمان ملل گروه لشکر طیبه را سازمانی تروریستی و حافظ محمد سعید را، به عنوان رهبر سازمان، تروریست اعلام نمود.
در آوریل ۲۰۱۲، ایالات متحده ۱۰ میلیون دلار جایزه برای کشتن وی به دلیل نقش او در حملات نوامبر ۲۰۰۸ در بمبئی اعلام کرد.